# Pieter Tempelaere

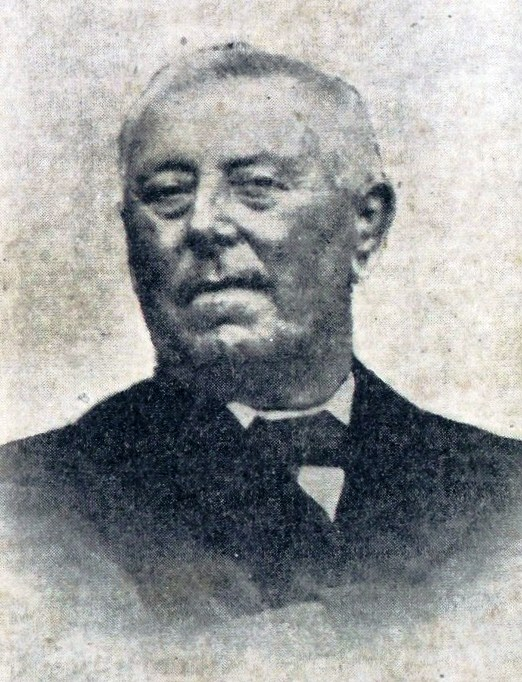
Pieter Tempelaere werd in 1895 burgemeester van Lichtervelde.

Pieter Tempelaere (Lichtervelde, 1835 - 1901) was een Belgisch politicus en landbouwer. Hij werd burgemeester van Lichtervelde.
Tempelaere woonde in de Bellestraat. Hij trouwde met Juliana Vandenbussche uit Staden met wie hij elf kinderen kreeg. Hij was actief in het hoofdbestuur van de Katholieke Burgersgilde en een geëngageerd politicus die lang actief zou blijven. In de gemeentepolitiek werd hij achtereenvolgens gemeenteraadslid, schepen in 1872 en burgemeester in 1895. Na het overlijden van burgemeester Pieter Decuypere in 1895, was er een opvolgingsstrijd tussen de schepenen Eduard Farasyn en Pieter Tempelaere. Beiden waren neven langs moederszijde. De strijd mondde uit in een splitsing van de meerderheidspartij tussen de Roden of de lijst Pieter Tempelaere die niet gesteund werd door de geestelijkheid en de Zwarten die steun kregen van de clerus en waar voormalig liberaal burgemeester Xavier Kerkhofs kandideerde. Tempelaere won en werd burgemeester. Hij overleed in 1901. De strijd tussen de twee katholieke lijsten zou de hele twintigste eeuw de plaatselijke politiek beheersen.